# انواع مدیریت
مدیریت شامل برنامه ریزی، اولویت بندی و سازماندهی تلاش های کاری برای دستیابی به اهداف در یک سازمان تجاری است. سبک مدیریت روش خاصی است که مدیران برای دستیابی به این اهداف دنبال می کنند. این شامل نحوه تصمیم گیری آنها، نحوه برنامه ریزی و سازماندهی کار، و نحوه اعمال قدرت است.

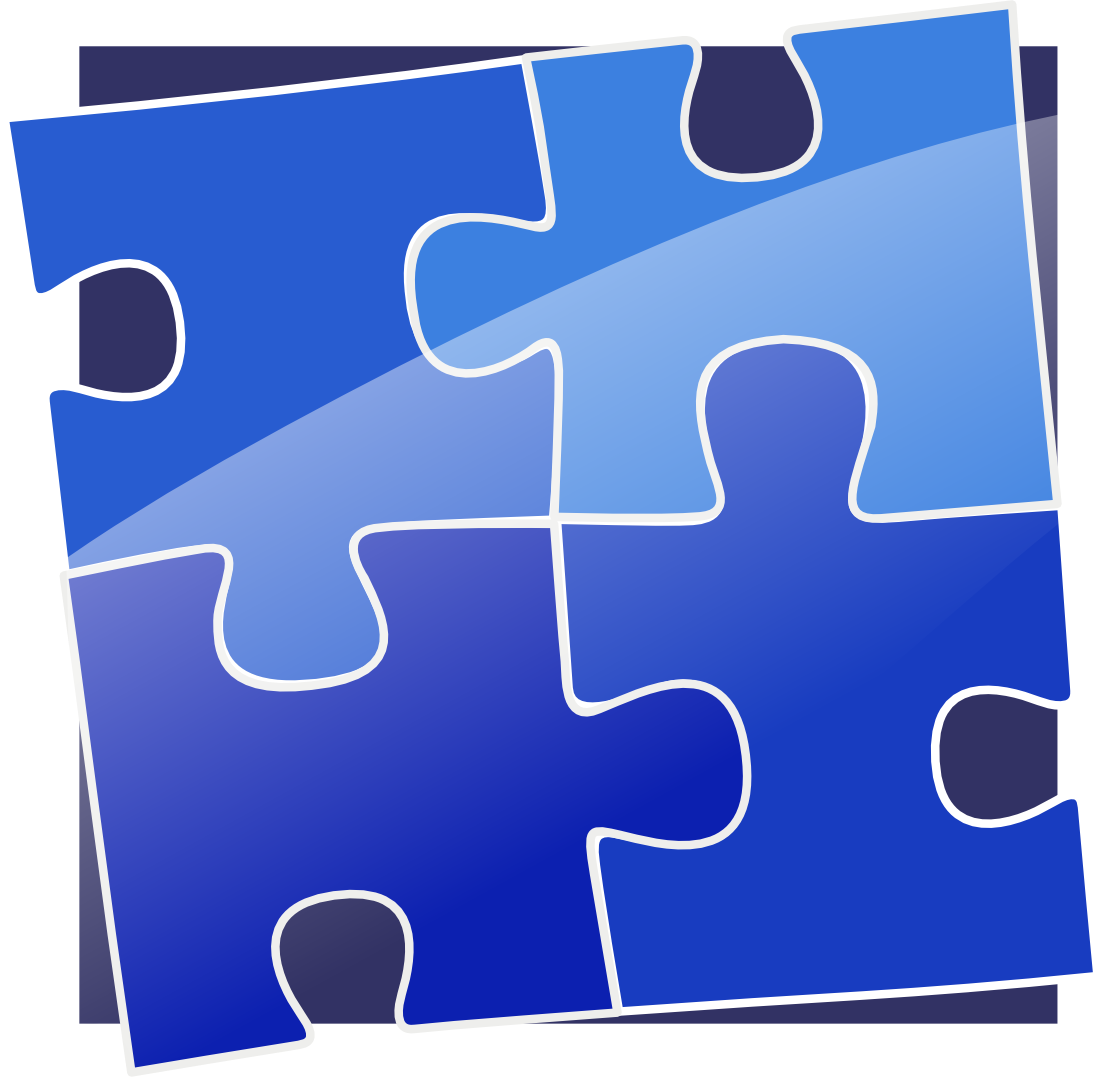
انواع مدیریت

انواع مدیریت  راه‌های مشخص تصمیم گیری‌ها در امور تحت امر است. طرق مختلف مدیریت می‌توانند بسته به عواملی تغییر کنند مانند فرهنگ جامعه، وظیفه‌ای که از کار انتظار میرود، تفاوت نیروی کار، و شخصیت و توانایی‌های رهبران.
این ایده قبلاً توسط روبرت تاننبائو و وارن اشمیت در سال‌های ۱۹۵۸-۱۹۷۳ توسعه یافت. افرادی که میگفتند نوع مدیریت و رهبری وابسته به پیشامدهای جاری است؛ بنابرین مدیران بایستی دسته‌ای از انواع مدیریت را به خوبی بدانند تا در موقعیت لازم آن‌ها را به کار بگیرند.
انواع:
- مدیریت مستقل یا استبدادی (Autocratic)
- مدیریت خالصانه یا پدرانه (Paternalistic)
- مدیریت دموکراتیک
- مدیریت آزاد یا عدم مداخله (laissez-faire)

## مدیریت استبدادی
به این معنی است که مدیر تصمیمهایش را انفرادی می‌گیرد، بدون توجه زیاد به زیر دستان. در نتیجه این تصمیمات مدیر هستند که نظر و شخصیت او را منعکس می‌کنند؛ و طبیعتا اگر مدیریت خوب باشد، می‌تواند تصویری از اعتماد به نفس را به وجود آورد. از طرفی دیگر زیر دستان ممکن است بیش از حد وابسته به رهبران شوند و احتمالا نظارت بیشتری لازم شود.
مدیران استبدادی دو دسته اند:
- مدیران دستوری Directive که تصمیمات را خودشان می‌گیرند و مدیران ارشد مورد قبول.
- مدیران آسان گیر Permissive که باز تصمیمات را خود می‌گیرند اما به زیر دستان در نحوه اجرایی کردن آن آزادی عمل می‌دهند.

## مدیریت پدرانه
در واقع نوع شدید مدیریت پدرانه همان مدیریت دیکتاتوری است اما تصمیمات به نحوی گرفته می‌شوند که رغبت کارکنان نیز مانند تجارت مورد توجه قرار می‌گیرند. یک مثال خوب در این مورد می‌تواند دیوید برنت و مایکل اسکات باشد که مدیریت یک نمایش تلویزیونی تخیلی رو بر عهده داشتند. به این شکل که مدیر اکثر تصمیمات را به کارکنان شرح می‌دهد و از اینکه احتیاجات اجتماعی و تفریحی شان تأمین است اطمینان حاصل می‌کند. این می‌تواند کمبود ایجاد انگیزه در کارمندان را که از سوی مدیریت استبدادی ایجاد می‌شود را تعدیل کند. ارتباط معمولاً از بالا به پایین است، فید بک و بازخوردی که به مدیر می‌رسد باعث تشویق و دلگرمی مدیر می‌شود. این نوع مدیریت آن زمان بیشترین تأثیرات را دارد که وفاداری را در کارمند ایجاد می‌کند. رهبری قشر فقیر، قدردانی از اهمیت دادن به نیازهای اجتماعی. عواملی هستند که این نوع مدیریت را در وابسته کردن کارکنان به مدیر شبیه مدیریت استبدادی می‌کنند.

## مدیریت دموکراتیک
در نوع دمکراتیک مدیر به کارکنان این اجازه را می‌دهد تا در تصمیم‌گیری شرکت کنند: در اینصورت تمامی تصمیمها با موافقت اکثریت همراه خواهند بود. ارتباطات در هر دو جهت گسترده هستند (از کارکنان به مدیران و برعکس). این نوع مدیریت مخصوصاً زمانی مفید است که بایستی تصمیمهای پیچیده‌ای گرفته شوند که به تعدادی امور تخصصی نیازمند هستند: برای مثال وقتی که یک سیستم جدید ICT نیاز به استقرار در مکانی دارد، و مدیر بالایی سواد کامپیوتری ندارد. از دیدگاه کلی تجارت، رضایت از کار و کیفیت کار بهبود خواهد یافت. هرچند فرآیند تصمیم‌گیری شدیداً کند می‌شود، و نیاز به جلب رضایت شاید از گرفتن "بهترین" تصمیم جلوگیری کند. و حتی به نقطه مقابل یک تصمیم خوب نایل شود.
همانند مدیران استبدادی، مدیران دمکراتیک نیز به دو دسته تقسیم می‌شوند: یعنی: آسان گیر و دستوری.

## مدیریت آزاد یا عدم مداخله‌ای
در نوع آزاد مدیریت، نقش مدیر جنبی است و کارمندان حوزه‌های کاری خود را مدیریت می‌کنند؛ بنابراین مدیر از وظایف کنار میرود و اقدامات ناهماهنگ رخ می‌دهد. ارتباطات در این نوع افقی است. بدین معنی که در هر دو سو یکسان است، هرچند در قیاس با سایر انواع ارتباطات کمتری رخ می‌دهد. این نوع مدیریت در گروه‌های حرفه‌ای و خلاق کارکنان بهترین حالت را ارائه می‌دهد، هرچند اکثراً عمدا رخ نمی‌دهد و خیلی ساده ناشی از یک مدیریت ضعیف است. این نهایتاً به تضعیف تمرکز کارکنان و گم کردن هدف ختم می‌شود، که کم کم به نارضایتی هرچه بیشتر و تصویری ضعیف از شرکت ختم می‌شود.

## جُستارهای وابسته
- لجستیک
- کارآفرینی
- اثربخشی
- کارایی (مدیریت)
- پیش‌بینی
- رهبری
- برنامه‌ریزی
- ریسک
- خلاقیت
- نوآوری
- سازمان
- سیستم